# Římskokatolická farnost Předín
Římskokatolická farnost Předín je územní společenství římských katolíků v Předíně, s farním kostelem sv. Václava v třebíčského děkanství.

## Území farnosti
- Hory
- Předín
- Štěměchy

| Kostel             | Místo  | Bohoslužba     | Bohoslužba  | Poznámka     |
| ------------------ | ------ | -------------- | ----------- | ------------ |
| Kostel sv. Václava | Předín | neděle čtvrtek | 11,00 18.00 | farní kostel |

## Duchovní správci
V letech 1938–1942 zde byl (administrátorem) P. Jindřich Kocman.Duchovním správcem farnosti je farář z želetavské farnosti. Od 1. září 2008 jím byl jako administrátorem excurrendo D. Pavel Rostislav Novotný, O.Praem.S platností od 1. srpna 2019 byl novým administrátorem excurrendo jmenován R. D. Tomáš Mikula.

## Aktivity ve farnosti
Dnem vzájemných modliteb farností za bohoslovce a bohoslovců za farnosti brněnské diecéze je 20. květen. Adorační den připadá na nejbližší neděli po 12. květnu.
Ve farnosti se pravidelně koná tříkrálová sbírka. V roce 2016 se při ní vybralo v Předíně 12 552 korun, v Štěměchách 7 800 korun. 